# Omphale connectens
Omphale connectens är en stekelart som beskrevs av Graham 1963. Omphale connectens ingår i släktet Omphale och familjen finglanssteklar.
Artens utbredningsområde är:
- Tyskland.
- Nederländerna.
- Sverige.
- Kroatien.

Arten är reproducerande i Sverige. Inga underarter finns listade i Catalogue of Life.